# Дьяконов, Дмитрий Иванович
Дмитрий Иванович Дьяконов (15 августа 1853, Орёл — 16 октября 1888, Санкт-Петербург) — русский физик.

## Биография
Родился в Орле 15 августа 1853 года. В 1865 году поступил во 2-й класс местной гимназии. В 1871 году окончил курс в Орловской гимназии и поступил на естественное отделение физико-математического факультета Санкт-Петербургского университета. В 1881 году он получил звание кандидата и занял должность ассистента при частной лаборатории В. Ф. Лучинина.
Затем заведовал физической станцией Императорского Русского технического общества, был старшим техником столичного освещения и состоял с 1886 по 1888 год лаборантом при лаборатории технической химии Санкт-Петербургского университета.
Дьяконов интересовался различными научными приборами, многие из них он придумал и изготовил собственноручно. В конце жизни он открыл вместе с инженером Кованько мастерскую для изготовления физических приборов.

## Публикации
Научные статьи Дьяконов помещал в «Журнале Русского физико-химического общества», а иногда и в «Journal de Physique», на французском языке. Среди его публикаций:
- «Прибор для осушения газов», т. XIII, 1881 г.;
- «Новое видоизменение сифонного барометра», т. ХІV, 1882 года (также в «Journ. de Physique»);
- «Гейсслерова трубка для освещения термометров», т. ХІV, 1882 г.;
- «Предел упругости газа в барометре», т. XIV, 1882 г.;
- «Капельное состояние жидкостей и расплавленных тел», т. ХІV, 1882 г.;
- «О новом методе определения теплоты горения органических тел», т. XVII, 1885 г.;
- «О возможности употребления стереоскопа для получения среднего типа двух лиц», т. XVII, 1885 г.;
- «Новый глазной микрометр», т. XVIII, 1886 г. (также в «Journ. de Physique»).

Дьяконов издал брошюру «Алюминий, его свойства и техническая обработка, сплавы его с другими металлами», СПб., 1884 г., и начал составлять «Руководство к обработке стекла на паяльном столе», оконченное и изданное после его смерти в 1892 году В. В. Лермантовым.